# Adakite

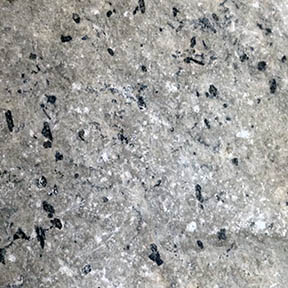
Photo d'une andésite qui ne se distingue pas à l’œil nu d'une adakite. C'est l'analyse chimique qui indique cette typologie : Enrichissement en Na et Sr, enrichissement relatif en Ca, Al et Mg, appauvrissement en K, Y et terres rares lourdes avec un rapport (K_{2}O) / (Na_{2}O) faible et des rapports Sr/Y et La/Yb élevés.

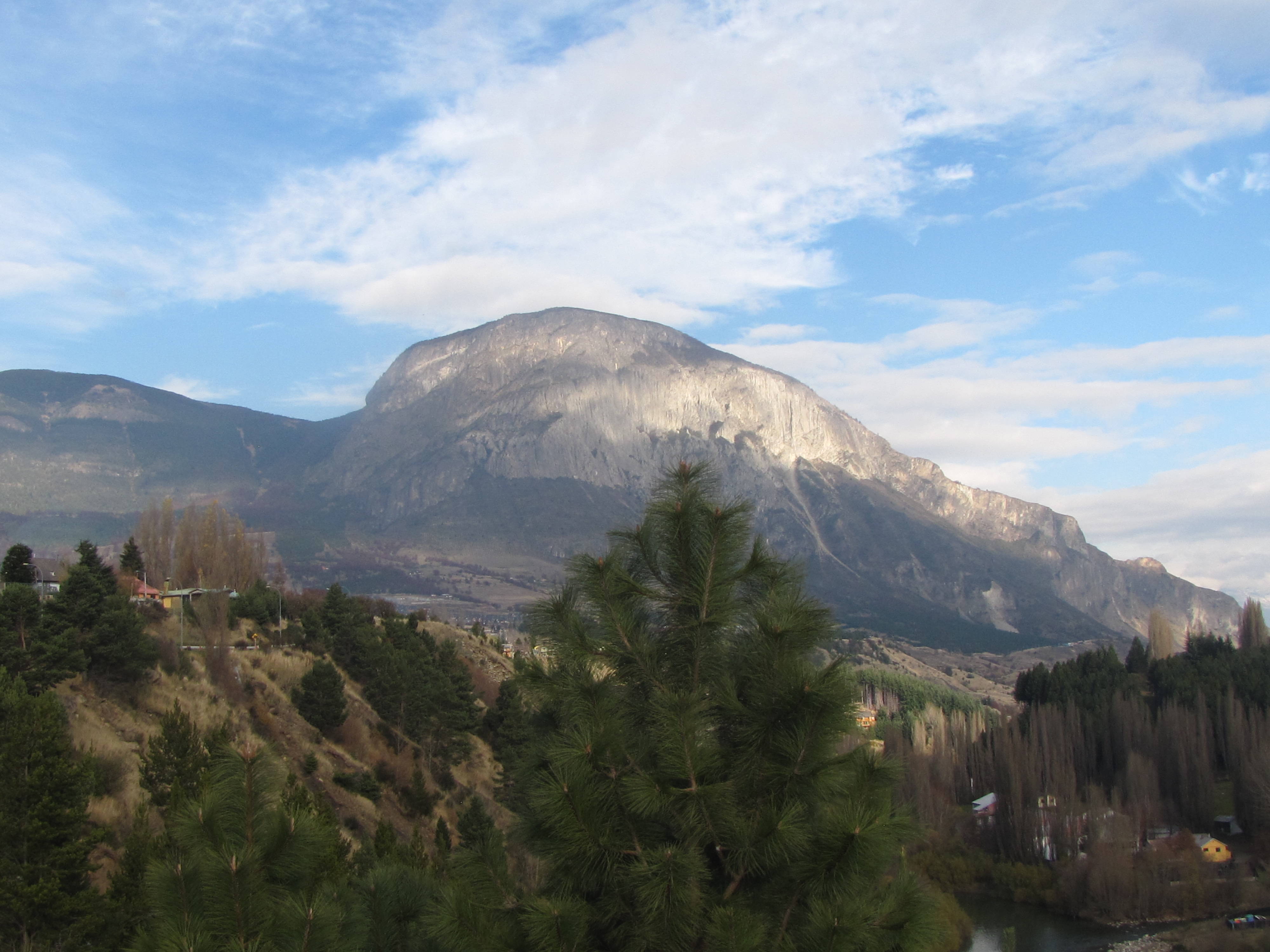
Cerro Mackay, une montagne de Coyhaique au Chili, faite de colonnes d'adakite.

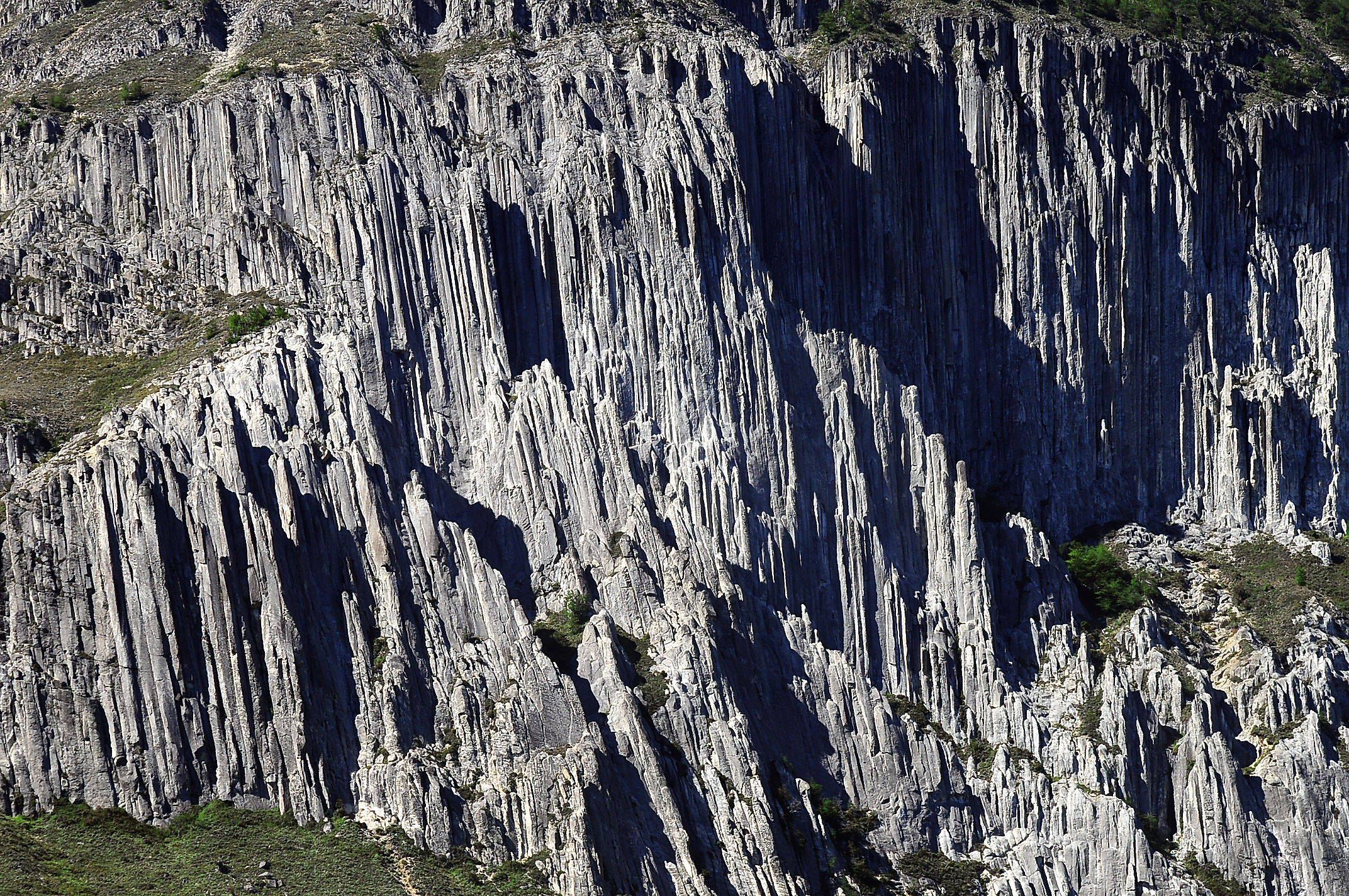
Vue rapprochée des colonnes adakites de Cerro Mackay au Chili.

Les adakites sont une série de roches volcaniques, intermédiaires à acides, sodiques, de composition équivalente à une série évoluant d'un pole andésite à un pole dacite (série calco-alcaline).
Elles sont nommées d'après les occurrences sur l'île d'Adak dans l'arc insulaire des Aléoutiennes. Au Japon, elles sont localement appelées sanukites ou setouchites du nom des localités où elles ont été décrites.  
Cette roche possède deux typologies correspondant à deux contextes géodynamiques : 
- pour les types type LSA (pauvre en silice) : d'une fusion en contexte de subduction d'une croute océanique basaltique subductée[3],[4] (sans apport mantelique majeur). Le mécanisme invoqué est une fusion-déshydratation de l'amphibole lorsque de l'eau est libéré par réaction métamorphique dans la croute océanique subductée qui entre dans le faciès haute pression à éclogite[5] ;
- pour les types HSA (riche en silice) : de la fusion partielle de TTG.

Les adakites sont chimiquement proches des TTG très fréquentes à l'Archéen, leur occurrence moderne est rare par rapport à l'Archéen, cela correspondrait à recréer localement les conditions de formation généralisées à l'Archéen. 
Les adakites se caractérisent géochimiquement. Elles se différencient de la série calco-alcaline classique par un enrichissement relatif en Ca, Al et Mg et surtout une faible teneur en K avec un rapport (K2O) / (Na2O) bas qui caractérise chimiquement les adakites dans la série BADR : 
| + / -                  | Elements     | Conséquences                                  |
| ---------------------- | ------------ | --------------------------------------------- |
| Appauvrissement        | K, Y, HREE   | (K2O) / (Na2O) faible - Sr/Y et La/Yb élevés. |
| Enrichissement         | Na et Sr     | (K2O) / (Na2O) faible - Sr/Y élevés.          |
| Enrichissement relatif | Ca, Al et Mg |                                               |

## Pétrographie
Les adakites sont une série de roches volcaniques sodiques de la série calco-alcaline BADR sans le pole basaltique et s’exprimant rarement sous la forme de rhyolite. C'est-à-dire, il s'agit d'une roche intermédiaire à acide, de composition équivalente à une série évoluant d'un pole andésite à un pole dacite.
La roche de teinte gris à gris clair, se présente souvent avec des phénocristaux de plagioclase, de biotite ou d'amphibole ainsi que parfois des pyroxènes dans une pâte microlithique.
C'est l'analyse géochimique qui permet de distinguer les adakites des andésites et dacites, semblables entre elles à l’œil nu.

## Typologie
Il existe deux types d'adakites liées à deux types de magma différents issus de contextes distincts :
- Les HSA (High Silica Adakites) sont des adakites riches en silice issues de la fusion de basalte hydraté dans le domaine de stabilité du grenat. La composition chimique est proche des TTG archéennes.
- Les LSA (Low Silica Adakites) sont des adakites pauvres en silice et enrichies en magnésium issues de la fusion partielle d'une peridotite mantellique métasomatisée par un magma de type HSA.

## Signature géochimique
Les adakites se caractérisent géochimiquement. Elles se différencient de la série calco-alcaline classique par un enrichissement relatif en Ca, Al et Mg et surtout une faible teneur en K avec un rapport (K2O) / (Na2O) bas qui caractérise chimiquement les adakites dans la série BADR,.
Les adakites se caractérisent par une richesse en Na et concernant les éléments traces : un enrichissement en Sr et un appauvrissement en Y et terres rares lourdes, notamment Yb et Lu utilisés dans des rapports d'éléments,, et une absence d'Eu. Les rapports Sr/Y, La/Yb sont plus élevés que dans la série calco-alcaline ce qui permet de définir ces roches. Par ailleurs, elles sont proches chimiquement du magmatisme TTG très fréquent à l'Archéen, et comme pour les TTG, les rapports Sr/Y et La/Yb sont élevés (supérieurs aux autres granitoïdes calco-alcalins). Leur formation moderne, relativement rare, correspondrait à recréer localement les conditions de formation généralisées à l'Archéen.
Toutefois le terme d'adakite est parfois employé abusivement pour désigner des roches avec un fort rapport Sr/Y (qui peut correspondre à des leucogranites), or le terme désigne une géochimie et un contexte définis.            
| Éléments et indices                 | Éléments et indices | Adakite | Dacite |
| ----------------------------------- | ------------------- | ------- | ------ |
| Éléments majeurs (% poids d'oxydes) | SiO2                | 64,66   | 68,22  |
| Éléments majeurs (% poids d'oxydes) | Al2O3               | 16,77   | 14,63  |
| Éléments majeurs (% poids d'oxydes) | Fe2O3               | 4,20    | 4,28   |
| Éléments majeurs (% poids d'oxydes) | MgO                 | 2,20    | 1,22   |
| Éléments majeurs (% poids d'oxydes) | CaO                 | 5,00    | 2,88   |
| Éléments majeurs (% poids d'oxydes) | Na2O                | 4,09    | 4,15   |
| Éléments majeurs (% poids d'oxydes) | K2O                 | 1,72    | 3,37   |
| Éléments majeurs (% poids d'oxydes) | TiO2                | 0,51    | 0,46   |
| Éléments majeurs (% poids d'oxydes) | [ K2O / Na2O ]      | 0,42    | 0,81   |
| Éléments traces (ppm)               | La                  | 19      | 48,1   |
| Éléments traces (ppm)               | Yb                  | 0,93    | 4,4    |
| Éléments traces (ppm)               | Sr                  | 706     | 380    |
| Éléments traces (ppm)               | Y                   | 10      | 47     |
| Éléments traces (ppm)               | [ La/ Yb ] N        | 14,2    | 7,5    |
| Éléments traces (ppm)               | Sr / Y              | 68,7    | 8,1    |

## Mise en place

### Fusion partielle en contexte de subduction d'un basalte issu d'une croute océanique jeune (proche du rift).
La plupart des magmas issus des zones de subduction proviennent du manteau compris entre la plaque qui plonge en subduction composée de basalte et de sédiments et la plaque subductée. Les fluides hydratés sont libérés des minéraux qui se décomposent dans le basalte métamorphosé de la plaque plongeante, qui montent dans le manteau de plaque subductée et initient une fusion partielle.
Toutefois la température dans les contexte de subduction classique n'est pas suffisante pour permettre de former des adakites ; d'un point de vue théorique, il faut que la croute océanique subductée soit plus chaude que la normale pour réunir les conditions nécessaires à la formation d'adakite.
Ainsi, lorsqu'une croûte océanique jeune est subductée, les adakites sont observés dans l'arc. Lorsque la croûte océanique subductée est jeune, elle serait plus chaude (plus près de la dorsale médio-océanique où elle s'est formée) que la croûte qui est généralement subducté. La croûte plus chaude permet de faire fondre le basalte métamorphisé subducté plutôt que le manteau au-dessus. C'est le cas au sud du Chili, en Patagonie, où la dorsale océanique est proche de la zone de subduction. De plus la situation oblique de la dorsale par rapport à la subduction fait entrer dans la zone de subduction des croutes océaniques plus jeunes du nord au sud. Les adakites ne sont observés que dans la zone sud de la Patagonie, là où la croute subductée est la plus jeune et la plus chaude. Cette observation se généralise à l'ensemble des adakites, il existe une corrélation entre leur formation et l'âge de la croute subductée qui doit être inférieure à 25 à 30 millions d'années.
Par ailleurs des travaux expérimentaux menés par plusieurs chercheurs ont vérifié les caractéristiques géochimiques des «plaques fondues» et confirment que les adakites peuvent se former à partir d'une croûte jeune et donc plus chaude dans les zones de subduction.
Il n'y a pas besoin d'impliquer des apports mantiques pour former des adakites, toutefois des apports secondaires par contamination sont possibles. Les adakites à faible teneur en magnésium peuvent être représentatives de la fusion partielle relativement pure d'un basalte subducté, tandis que les adakites à haute teneur en magnésium ou les andésites à haute teneur en magnésium peuvent représenter une contamination par fusion avec les péridotites de l'écaille de manteau sus-jacent.
Les caractéristiques géochimiques moyennes des adakites dans ce contexte sont :
| Éléments, oxydes ou fraction | Valeur                             |
| ---------------------------- | ---------------------------------- |
| SiO2                         | supérieur à 56% (en poids)         |
| Al2O3                        | supérieur ou égal à 15% (en poids) |
| MgO                          | inférieur à 3% (en poids)          |
| Sr                           | supérieur à 400 ppm                |
| Y                            | moins de 18 ppm                    |
| Yb                           | moins de 1,9 ppm                   |
| 87Sr / 86Sr                  | moins de 0,7045 (en général)       |

### Fusion partielle de TTG

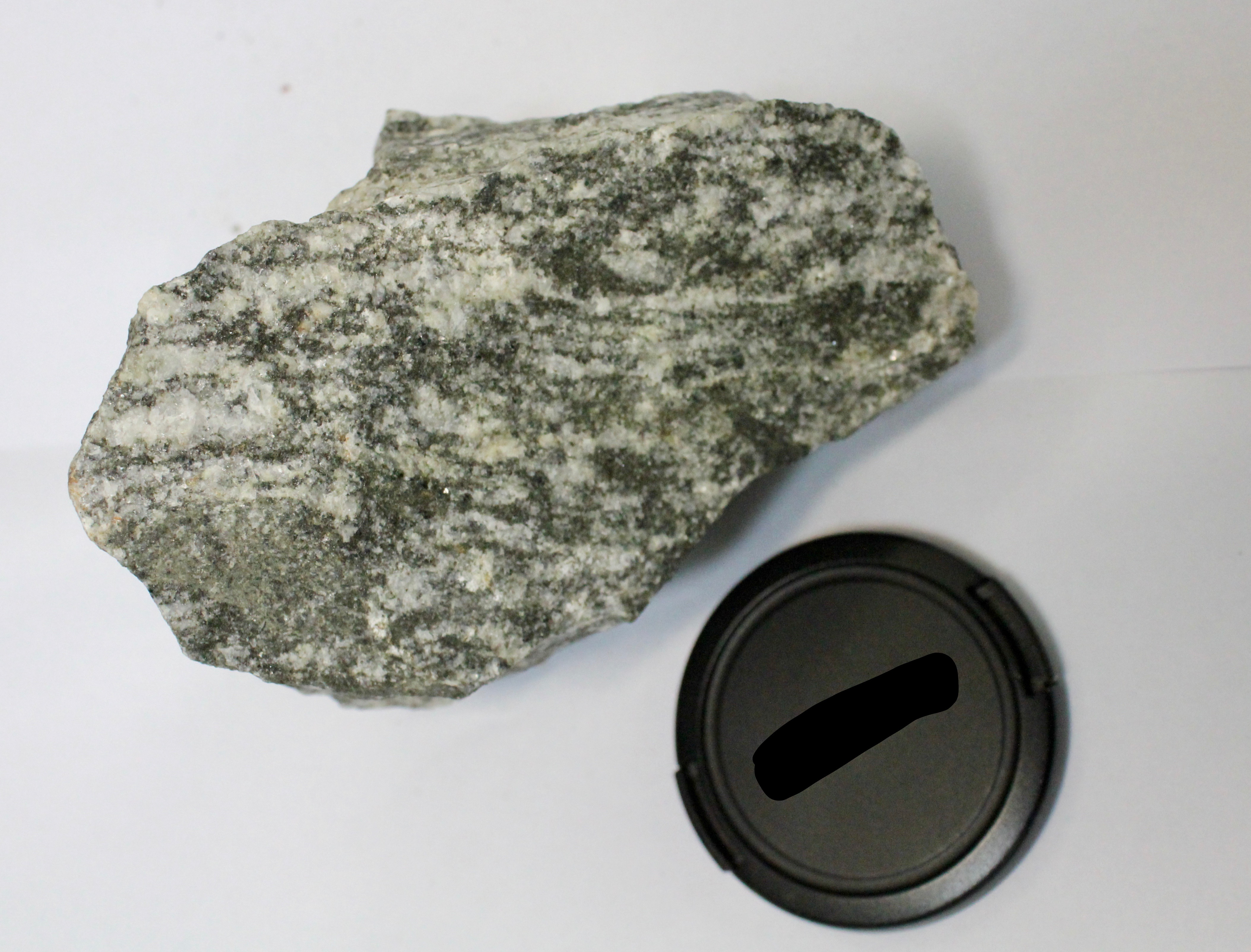
Échantillon d'un TTG : gneiss tonalitique de Tsawela (Craton de Kaapvaal, Afrique du Sud).

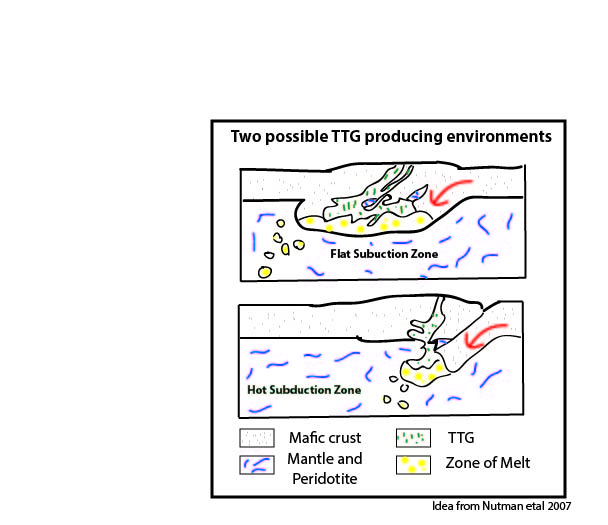
Hypothèse de formation des TTG et des adakites archéens

Les TTG archéennes, qui constituent l'essentiel des cratons archéens (proche des 3/4) ont des caractéristiques géochimiques similaires aux adakites. Elles ont une chimie semblable avec un enrichissement relatif en MgO, Ni et Cr pour les adakites.
Il a été suggéré que la totalité de la croûte archéenne pouvaient provenir de la fusion partielle de la croûte océanique subductée au cours de la période archéenne (> 2,5 milliards d'années), car au début de la Terre, la température du manteau était beaucoup plus chaude et davantage de croûte océanique était générée, les plaques étaient plus petites entrant rapidement en subduction. Ainsi l'exemple actuel du sud du Chili, rare à notre époque, était le contexte le plus fréquent à l'Archéen.
Cette interprétation fait débat, l'interprétation alternative est que la croûte continentale qui donne les adakite est issue de la fusion partielle de la croute inférieure formée par des basaltes accumulés par une série de subductions planes. La même idée a également été postulée pour la formation des adakites.
Les adakites à faible teneur en magnésium peuvent être représentatives de la fusion partielle relativement pure d'un basalte subducté, tandis que les adakites à haute teneur en magnésium ou les andésites à haute teneur en magnésium peuvent représenter une contamination par fusion avec les péridotites de l'écaille de manteau sus-jacent, une contamination non déterminante mais permettant d'enrichir légèrement en Ni Cr et Mg.

### Contexte de collision
Un contexte rare de formation d'adakites a également été signalé dans une zone de collision continent-continent sous le Tibet et le petit Caucase,.
Par exemple, dans le Caucase sur le plateau d'Akhalkalaki (région montagneuse de Javakheti, Géorgie), des adakites acides (dacites) datent du Pliocène (3,28 ± 0,10 Ma). Leur formation est expliquée par la différenciation de cristallisation de basaltes calco-alcalins hydratés (avec peu d'assimilation), avec élimination des minéraux mafiques (amphibole et pyroxène) et des phases accessoires (apatite, titanite, Ti-magnétite) dans un cumulat.

## Exemples d'adakites dans le monde

### Adakites récentes (contexte de subduction)
Les adakites sont principalement connues sur la Ceinture de feu du Pacifique, à l'aplomb ou proche des dorsales en subduction (volcanisme d'arc) :
- Île Adak, Alaska ;
- Ceinture volcanique trans-mexicaine, Mexique ;
- Mindanao, Philippines[14] ;
- Patagonie, Chili[5].

### Adakites récentes de zone de collision (rare)
- Tibet ;
- Plateau d'Akhalkalak (Petit Caucase, Géorgie).

### Adakites anciennes
- La plupart des cratons archéens (Canada, Afrique, Australie, Chine, Sibérie, Brésil, Antarctique).

## Usage et intérêt économique

### Métallogénie
Les adakites se trouvent associées à de nombreux gisements minéraux, dont l'or et le cuivre,.

### Usage traditionnel au Japon
La sanukite au Japon peut présenter une sonorité à la percussion lorsqu'elle est découpée en plaques ou lames plus ou moins fines. Elle a été utilisée comme matériau, pour les barres de hōkyō, un lithophone inventé au Japon.